# Synamphisopus ambiguus
Synamphisopus ambiguus is een pissebed uit de familie Phreatoicopsidae. De wetenschappelijke naam van de soort is voor het eerst geldig gepubliceerd in 1936 door Keith Sheard.